# 분세이
분세이(文政, ぶんせい)는 일본의 연호(元号) 중 하나이다.
- 전후 : 분카(文化) 이후 - 덴포(天保) 이전.
- 시기 : 1818년 ~ 1829년
- 천황 : 닌코 천황
- 쇼군 : 에도 막부의 도쿠가와 이에나리

## 개원(改元)
- 분카 15년 4월 22일(1818년 5월 26일), 닌코 천황 즉위에 맞춰 개원.
- 분세이 13년 12월 10일(1831년 1월 23일), 덴포로 개원된다.

## 출전
『상서・순전』의 「舜察天文、斉七政」.

## 분세이 시기에 일어난 일
- 13년
  - 여름~가을 : 아와를 중심으로 오카게마이리(お蔭参り, 에도 시대에 벌어진, 이세 신궁으로의 집단적 참배 운동)가 대유행하다.

### 죽음
- 원년
  - 시바 고칸 (향년 71세)
  - 이노 다다타카 (향년 73세)
  - 마쓰다이라 하루사토 (향년 67세)
- 5년
  - 우에스기 요잔 (향년 71세)
  - 마쓰우라 겐교
- 6년
  - 고치야마 무네하루
- 8년
  - 라이덴 다메에몬
- 10년
  - 다카타야 가헤에
  - 고바야시 잇사
  - 오쓰키 겐타쿠
- 11년
  - 다이코쿠야 고다유
- 12년
  - 마쓰다이라 사다노부
  - 곤도 주조
  - 다카하시 가게야스

## 서력과의 대조표
| 분세이 | 원년   | 2년    | 3년    | 4년    | 5년    | 6년    | 7년    | 8년    | 9년    | 10년   | 11년   | 12년   | 13년   |
| ------ | ------ | ------ | ------ | ------ | ------ | ------ | ------ | ------ | ------ | ------ | ------ | ------ | ------ |
| 서력   | 1818년 | 1819년 | 1820년 | 1821년 | 1822년 | 1823년 | 1824년 | 1825년 | 1826년 | 1827년 | 1828년 | 1829년 | 1830년 |
| 간지   | 무인   | 기묘   | 경진   | 신사   | 임오   | 계미   | 갑신   | 을유   | 병술   | 정해   | 무자   | 기축   | 경인   |

## 같이 보기
- 일본의 연호 일람
- 가세이 문화

| 이전 분카 | 일본의 연호 1818년 ~ 1830년 | 다음 덴포 |